# Conferência Internacional das Igrejas Reformadas
A Conferência Internacional das Igrejas Reformadas ( CIIR) - em inglês International Conference of Reformed Churches (ICRC) -  é uma federação de igrejas reformadas calvinistas em todo o mundo, formada em 1982. A primeira conferência foi realizada em 1985, por 6 igrejas fundadoras. Desde então, a organização cresceu para 38 membros. Sua teologia é mais conservadora do que o maior Comunhão Mundial das Igrejas Reformadas e é semelhante a da Fraternidade Reformada Mundial.

## História

### Precedentes
A Fé Reformada surgiu na Europa, no Século XVI. A partir de então, se espalhou por migração e missões por todo o mundo. Desde o Século XIX, cristãos reformados começaram a organizar estruturas que permitissem a comunhão e o testemunho de unidade entre reformados de todo o mundo. 
Em 1875, foi organizada, em Londres, a Aliança das Igrejas Reformadas que mantém o Sistema Presbiteriano (AIRSP). Paralelamente, em 1891, foi formado o Conselho Congregacional Internacional (CCI), que reuniu igrejas da Tradição Reformada que adotavam o sistema de governo congregacional. 
Em 1946, um grupo mais conservador de igrejas reformadas organizou o Conselho Ecumênico Reformado (CER).
Em 1970, a AIRSP e CCI se uniram e formaram a Aliança Mundial das Igrejas Reformadas (AMIR).
Nas décadas seguintes, o CER se aproximou cada vez mais da AMIR, a partir do momento em que várias denominações participavam simultaneamente de ambas as organizações. Tal aproximação culminaria na fusão entre as duas organizações em 2010, para formar a atual Comunhão Mundial das Igrejas Reformadas.

### Formação
Enquanto o CER tornava-se cada vez mais liberal e mais próximo da AMIR, um grupo de igrejas reformadas conservadoras viu a necessidade de formar uma nova organização internacional de denominações reformadas. Assim, em 1982, foi formada a Conferência Internacional das Igrejas Reformadas (CIIR). A primeira reunião da conferência foi realizada em 1985. À época, formam fundadoras da conferência as Igrejas Reformadas Libertadas, Igrejas Reformadas Livres da Austrália, Igrejas Reformadas Canadenses e Americanas, Igreja Presbiteriana Evangélica (Irlanda), Igreja Livre da Escócia e Igrejas Reformadas na Indonésia.
Nos anos seguintes, a CIIR cresceu, reunindo denominações reformadas conservadoras de todo o mundo. Ainda assim, grande parte dos seus membro é simultaneamente membro da Fraternidade Reformada Mundial e alguns também da Comunhão Mundial das Igrejas Reformadas.
Em 2022, a CIIR estimou ser formada por 38 denominações membros, que juntas tinham 784.905 membros individuais.
Entre 2022 e 2024, a Igreja Presbiteriana na Coreia (Kosin), a maior denominação da organização, perdeu cerca de 10 mil membros. No mesmo período, a Igreja Presbiteriana Reformada Associada (EUA) perdeu 5 mil membros e a Igreja Presbiteriana Ortodoxa ganhou mil membros. Sendo assim, em 2025, as igrejas membros da CIIR reúnem cerca de 774 mil pessoas.

## Posicionamentos

### Base Confessional
Diferente de outras organizações, a CIIR não tem como membros denominações batistas reformadas ou anglicanas, como a Fraternidade Reformada Mundial e nem denominações valdenses ou unidas como Comunhão Mundial das Igrejas Reformadas. A CIIR só admite como membros igrejas presbiterianas e reformadas continentais.
Isso se dá porque só são elegíveis como membros as denominações que subscrevem as Três Formas da Unidade (Confissão Belga, Catecismo de Heidelberg e Cânones de Dort) e/ou os Símbolos de Westminster (Confissão de Fé de Westminster, Catecismo Maior de Westminster e Breve Catecismo de Westminster).

### Ordenação de mulheres e homossexualidade
Outra diferença é quanto a ordenação de mulheres, prática de parte dos membros da Fraternidade Reformada Mundial e Comunhão Mundial das Igrejas Reformadas, mas rejeitada por todos os membros da CIIR.
Já nas questões relativas a sexualidade humana, a CIIR está em sintonia com a Fraternidade Reformada Mundial, que declara que o casamento deve ser monogâmico e heterossexual, considerando incompatível com a fé cristã o relacionamento homossexual.

## Lista dos membros

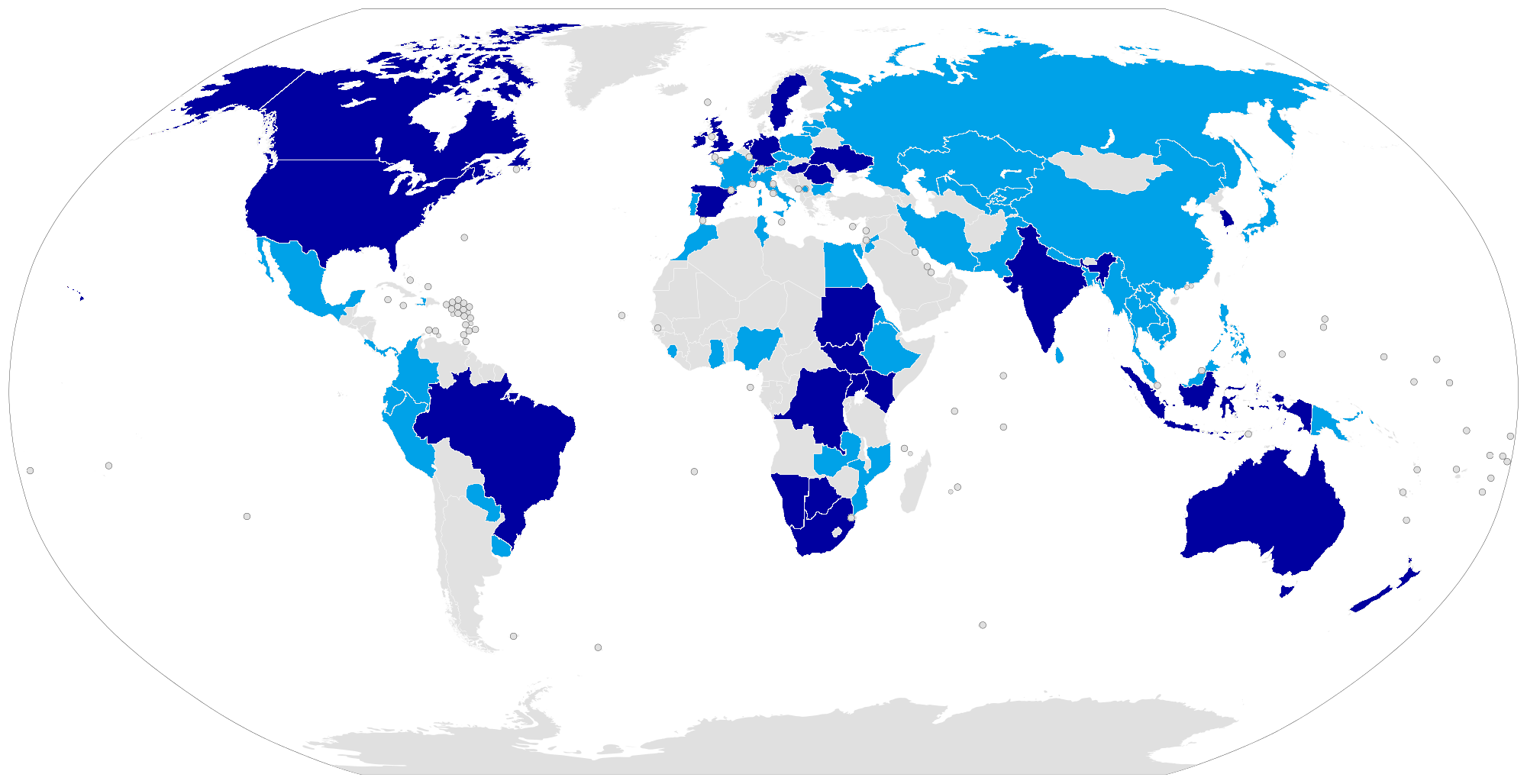
Países com denominações membros da Conferência Internacional das Igrejas Reformadas
Países com missões das denominações membros da Conferência Internacional das Igrejas Reformadas

A partir de 23 de dezembro de 2022, a Conferência Internacional das Igrejas Reformadas é formada pelos seguintes 38 membros:
| País                                   | Sub-família denominacional | Denominação                                                      | Número de congregações | Número de membros | Ano       |
| -------------------------------------- | -------------------------- | ---------------------------------------------------------------- | ---------------------- | ----------------- | --------- |
| África do Sul                          | Presbiterianos             | Igreja Livre na África Austral                                   | 63                     | 4.000             | 2004      |
| África do Sul                          | Reformados continentais    | Igrejas Reformadas Livres na África do Sul                       | 13                     | 1.888             | 2022      |
| África do Sul, Namíbia e Botsuana      | Reformados continentais    | Igrejas Reformadas na África do Sul                              | 382                    | 76.812            | 2022      |
| Brasil                                 | Reformados continentais    | Igrejas Reformadas do Brasil                                     | 18                     | 1.061             | 2022      |
| Austrália                              | Presbiterianos             | Igreja Presbiteriana do Leste da Austrália                       | 16                     | 719               | 2016      |
| Austrália                              | Reformados continentais    | Igrejas Cristãs Reformadas da Austrália                          | 55                     | 7.611             | 2022      |
| Canadá                                 | Reformados continentais    | Igrejas Reformadas Canadenses e Americanas                       | 76                     | 19.866            | 2022      |
| Canadá                                 | Reformados continentais    | Congregações de Herança Reformada                                | 10                     | 2.186             | 2022      |
| Congo (República Democrática do Congo) | Reformados continentais    | Igreja Reformada Unida no Congo                                  | 181                    | 14.657            | 2012      |
| Coreia do Sul                          | Presbiterianos             | Igreja Presbiteriana na Coreia (Kosin)                           | 2.123                  | 378.376           | 2024      |
| Coreia do Sul                          | Presbiterianos             | Igreja Reformada Independente da Coreia                          | 4                      | 208               | 2022      |
| Espanha                                | Reformados continentais    | Igrejas Reformadas da Espanha                                    | 4                      | 310               | 2024      |
| Estados Unidos da América              | Presbiterianos             | Igreja Presbiteriana Reformada Associada (EUA)                   | 260                    | 25.692            | 2023      |
| Estados Unidos da América              | Presbiterianos             | Igreja Presbiteriana Ortodoxa                                    | 341                    | 33.566            | 2024      |
| Estados Unidos da América              | Reformados continentais    | Igrejas Reformadas Unidas na América do Norte                    | 140                    | 25.004            | 2023      |
| Estados Unidos da América              | Reformados continentais    | Igreja Reformada nos Estados Unidos                              | 43                     | 3.340             | 2022      |
| Estados Unidos da América              | Reformados continentais    | Igrejas Reformadas Livres da América do Norte                    | 23                     | 5.420             | 2022      |
| Estados Unidos da América              | Presbiterianos             | Igreja Presbiteriana Reformada da América do Norte               | 107                    | 7.581             | 2021      |
| Índia                                  | Presbiterianos             | Igreja Presbiteriana Livre da Índia                              | 18                     | 756               | 2021      |
| Índia                                  | Presbiterianos             | Igreja Presbiteriana Reformada da Índia                          | 10                     | 3.000             | 2004      |
| Índia                                  | Presbiterianos             | Igreja Presbiteriana Reformada do Nordeste da Índia              | 105                    | 11.376            | 2021      |
| Índia                                  | Presbiterianos             | Igreja Presbiteriana Reformada Anugraha de Bangalore             | -                      | 1.123             | 2022      |
| Índia                                  | Reformados continentais    | Igreja Reformada Evangélica da Índia                             | 84                     | 4.626             | 2022      |
| Indonésia                              | Reformados continentais    | Igrejas Reformadas Calvinistas na Indonésia                      | 16                     | 1.439             | 2024      |
| Indonésia                              | Reformados continentais    | Igrejas Reformadas na Indonésia                                  | 234                    | 32.892            | 2022      |
| Irlanda                                | Presbiterianos             | Igreja Presbiteriana Evangélica (Irlanda)                        | 10                     | 396               | 2021      |
| Irlanda                                | Presbiterianos             | Igreja Presbiteriana Reformada da Irlanda                        | 41                     | 2.065             | 2022      |
| Nova Zelândia                          | Reformados continentais    | Igrejas Reformadas da Nova Zelândia                              | 21                     | 3.530             | 2024      |
| Países Baixos                          | Reformados continentais    | Igrejas Cristãs Reformadas na Holanda                            | 181                    | 66.572            | 2025      |
| Países Baixos                          | Reformados continentais    | Igrejas Reformadas (Países Baixos)                               | 31                     | 3.500             | 2024      |
| Quênia                                 | Presbiterianos             | Igreja Presbiteriana Evangélica África                           | 100                    | 10.000            | 2022      |
| Reino Unido, Alemanha, Suécia e Suíça  | Presbiterianos             | Igreja Presbiteriana Evangélica na Inglaterra e no País de Gales | 24                     | 1.001             | 2021      |
| Reino Unido                            | Presbiterianos             | Igreja Livre da Escócia                                          | 126                    | 11.700            | 2024      |
| Reino Unido                            | Presbiterianos             | Igreja Livre da Escócia (Continuada)                             | 40                     | 1.691             | 2022      |
| Romênia, Ucrânia e Hungria             | Presbiterianos             | Igreja Presbiteriana Reformada da Europa Central e Oriental      | 25                     | 370               | 2022      |
| Sudão e Sudão do Sul                   | Reformados continentais    | Igrejas Reformadas Sudanesas                                     | 34                     | 6.000             | 2023      |
| Uganda                                 | Presbiterianos             | Igreja Presbiteriana do Uganda                                   | 87                     | 3.047             | 2019      |
| Uganda                                 | Presbiterianos             | Igreja Presbiteriana Reformada na África (Uganda)                | 8                      | 619               | 2022      |
| Mundo                                  | Todal                      | Conferência Internacional das Igrejas Reformadas                 | 5.054                  | 774.001           | 2004-2024 |

### Candidatos
Em 2020, a Igreja Evangélica Presbiteriana do Peru manifestou interesse em aderir à CIIR, requerendo apoio da Igreja Presbiteriana Ortodoxa para tal.
Em 2023, Em 2023, um presbitério da Igreja Presbiteriana na América solicitou que a denominação se candidatasse à adesão ao CIIR. A Assembleia Geral encaminhou esta proposta ao seu Comitê Permanente de Relações Intereclesiais.

### Perfil dos membros
Denominações membros da Conferência Internacional de Igrejas Reformadas pelo número de membros individuais
A Igreja Presbiteriana na Coreia (Kosin), sozinha, representa 48,89% dos membros individuais da Conferência Internacional de Igreja Reformadas. Juntos, os presbiterianos representam 64,25% dos membros individuais. Já os reformados continentais representam 35,75%.

## Ex-membros
As Igrejas Reformadas Libertadas e Igrejas Reformadas Livres da Austrália foram denominações fundadoras da CIIR. Todavia, atualmente, nenhuma delas é parte da CIIR.
Em 2017, as Igrejas Reformadas Libertadas passaram a permitir a ordenação de mulheres, o que é completamente rejeitado pelos demais membros da organização. Consequentemente, a CIIR suspendeu os direitos das Igrejas Reformadas Libertadas como membro, e a exortou para que voltasse atrás de sua decisão.
Todavia, as Igrejas Reformadas Libertadas não atenderam ao pedido da CIIR e continuaram ordenando mulheres. Consequentemente, em 2022, a CIIR aprovou a expulsão definitiva da denominação da organização.